# Pescaglia
Pescaglia è un comune italiano di 3 175 abitanti della provincia di Lucca (Media Valle del Serchio), in Toscana.

## Storia

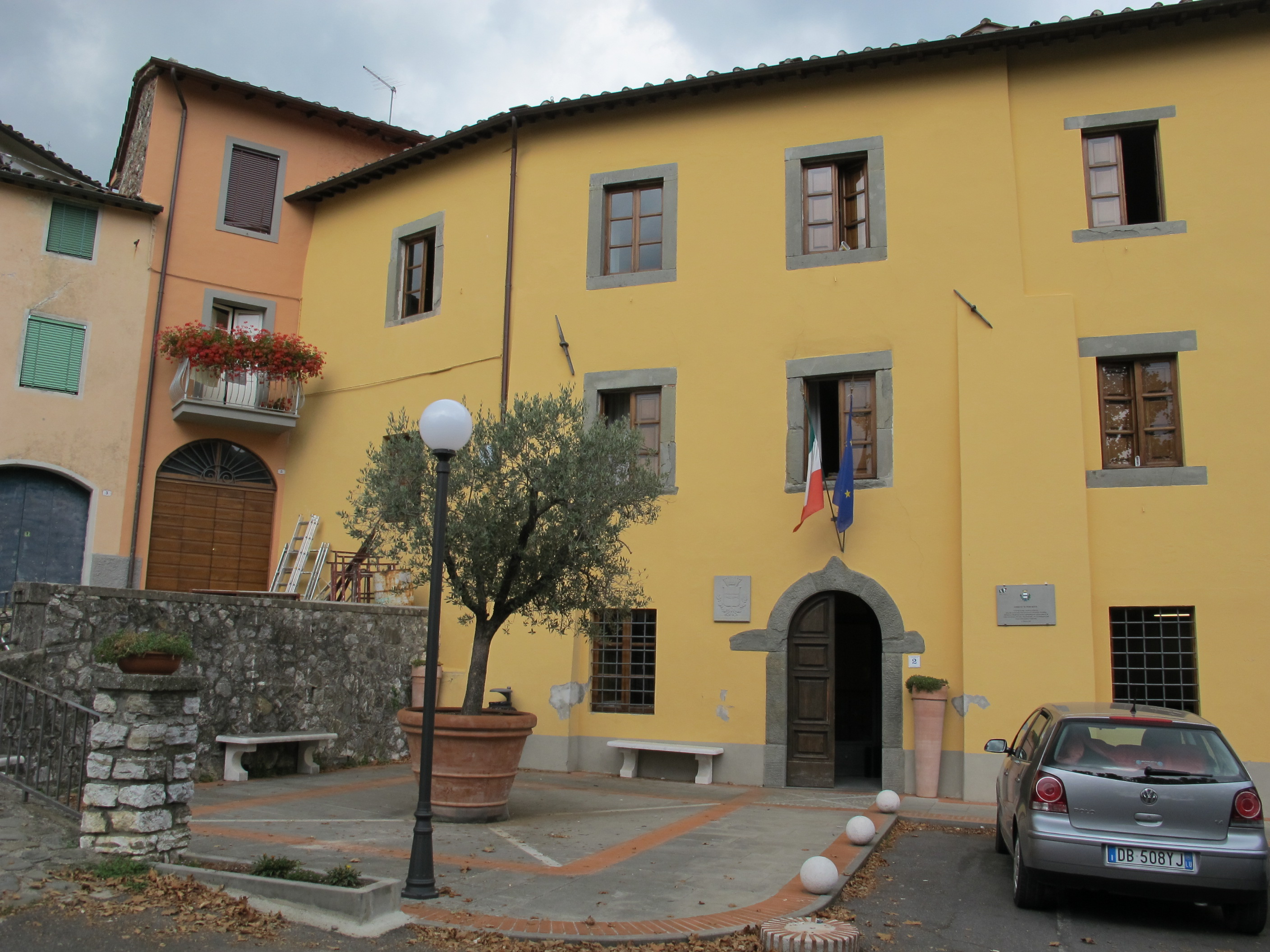
Il municipio

Il toponimo Pescaglia è sicuramente di origine romana, anche se il suo significato primitivo è incerto: secondo alcuni deriverebbe da pascualia, riferendosi a una terra di pascoli, secondo altri al verbo piscare, per l'abbondanza di pescato nei torrenti della zona. In ogni caso il primitivo insediamento dovette nascere come castrum a presidio e controllo dei semper rebellantes Apuani. Il toponimo si trova citato per la prima volta in una pergamena dell'800, relativamente a un immobile nelle proprietà di San Pietro in Vaticano a Roma.
Nel medioevo il borgo, diviso in tre terzieri (Il Poggio, ovvero quello che oggi si indica come Pescaglia, Villabuona e Piazzanello), fu amministrato da signori locali, finché nel 1272 non fu conquistato da Lucca.
I lucchesi successivamente rifortificarono il borgo, facendone un avamposto contro i pericolosi vicini di Castelnuovo di Garfagnana. Il territorio, già interessato da un fiorire di pievi romaniche, vide un nuovo sviluppo così nel XVI secolo, quando si arricchì di chiese, palazzi e opere fortificate.
Nel corso del XVIII secolo si accentuò, come in altri piccoli centri della Toscana, il fenomeno della modernizzazione delle strutture religiose, che vide il rifacimento, con grande impegno per le comunità, di quasi tutte le chiese e chiesette della zona, per lo più di impianto romanico.

### Simboli
Il comune ha un proprio stemma e un gonfalone che sono quelli storicamente in uso.
È un'arma parlante in quanto il pesce è identificativo della denominazione del Comune. Prima di quello attuale è documentato uno stemma più antico conservato nell'archivio comunale che rappresenta un vaso sormontato da un albero di castagno: sul vaso una fascia raffigurante un pesce (una trota) con la testa rivolta a destra e sui rami i nomi delle diverse frazioni (con esclusione della Val Freddana, inserita, allora in una diversa vicaria e ancora con la frazione di Motrone annessa al comune di Borgo a Mozzano nel 1962). Con il passare degli anni lo stemma ha subito dei cambiamenti: è scomparso il castagno ma è rimasta la trota sulla fascia azzurra.
Il gonfalone in uso è un drappo partito di bianco e di azzurro, con ricami d'oro.

## Monumenti e luoghi d'interesse

### Architetture religiose

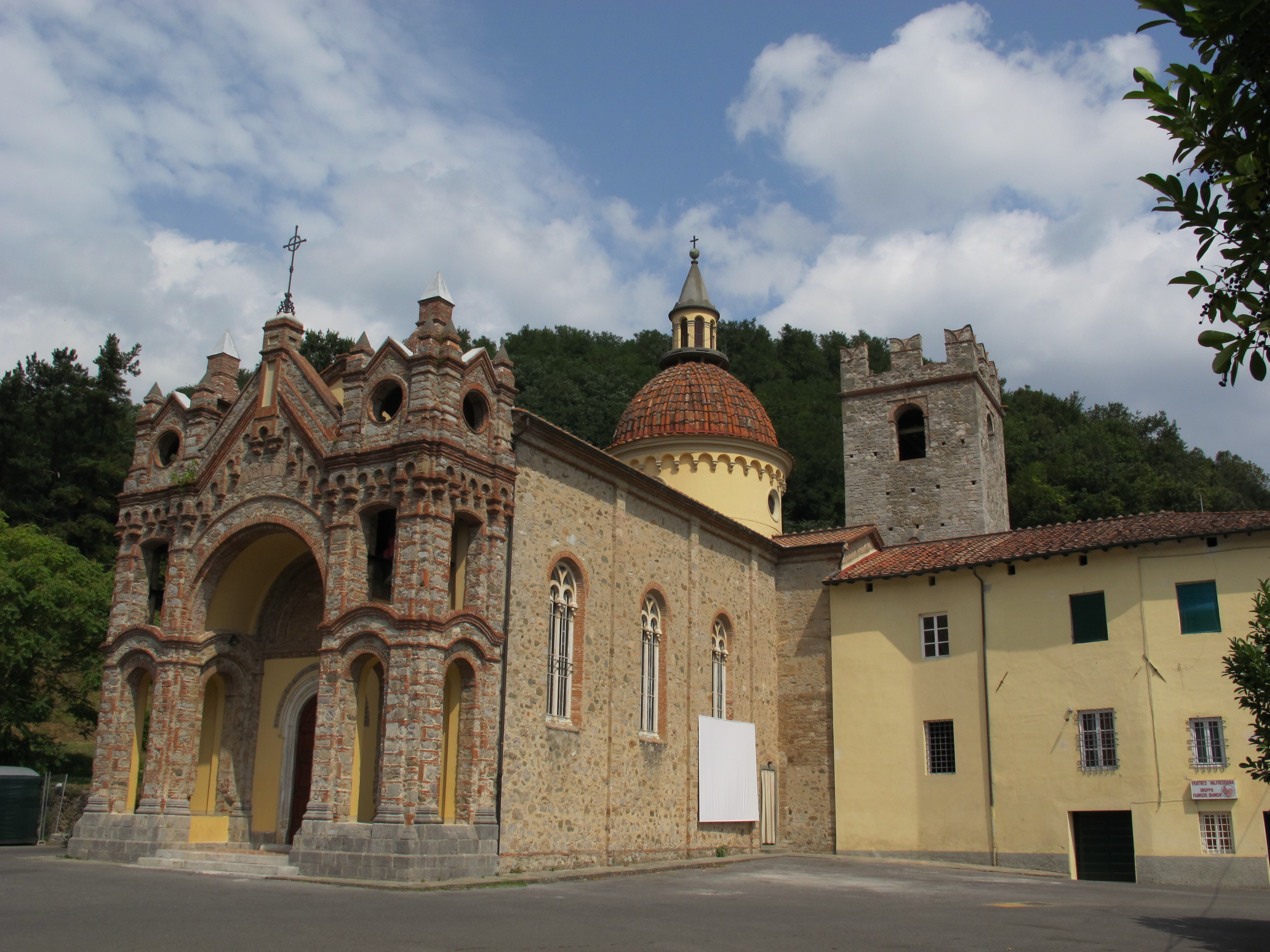
San Martino in Freddana

- Chiesa dei Santi Pietro e Paolo a Pescaglia
- Pieve di San Giovanni Battista a Monsagrati
- Chiesa dei Santi Ippolito e Cassiano a Gello di Pescaglia
- Chiesa di Santa Maria Assunta a Loppeglia
- Oratorio di Santa Zita a Monsagrati
- Chiesa di San Pietro Apostolo a Fiano di Pescaglia
- Chiesa di San Martino in Freddana
- Santuario Madonna della Solca a Pescaglia
- Chiesa di Sant'Elisabetta a Celle Puccini
- Chiesa dei Santi Michele e Caterina a Colognora di Pescaglia
- Chiesa dei Santi Simone e Giuda apostoli a Convalle
- Oratorio di San Rocco a Convalle
- Chiesa dei Santi Pietro e Paolo a Focchia
- Chiesa dei Santi Andrea e Anzano a Foce di Bucino
- Chiesa di San Michele arcangelo a Fondagno
- Chiesa di Santa Maria Assunta a Pascoso
- Chiesa di San Bartolomeo apostolo a Piegaio
- Chiesa di San Rocco a San Rocco in Turrite
- Chiesa dei Santi Simone e Giuda apostoli a Vetriano, in cui è un tabernacolo eucaristico marmoreo a tempietto, quattrocentesco, opera della bottega dei Civitali e derivato dall'esemplare della Cattedrale di Lucca, con piedistallo fogliato, decorazione a graticci nell'edicola e a squame nella cupola[8].
- Chiesa di Santo Stefano a Villa a Roggio

### Altro
- Teatrino di Vetriano

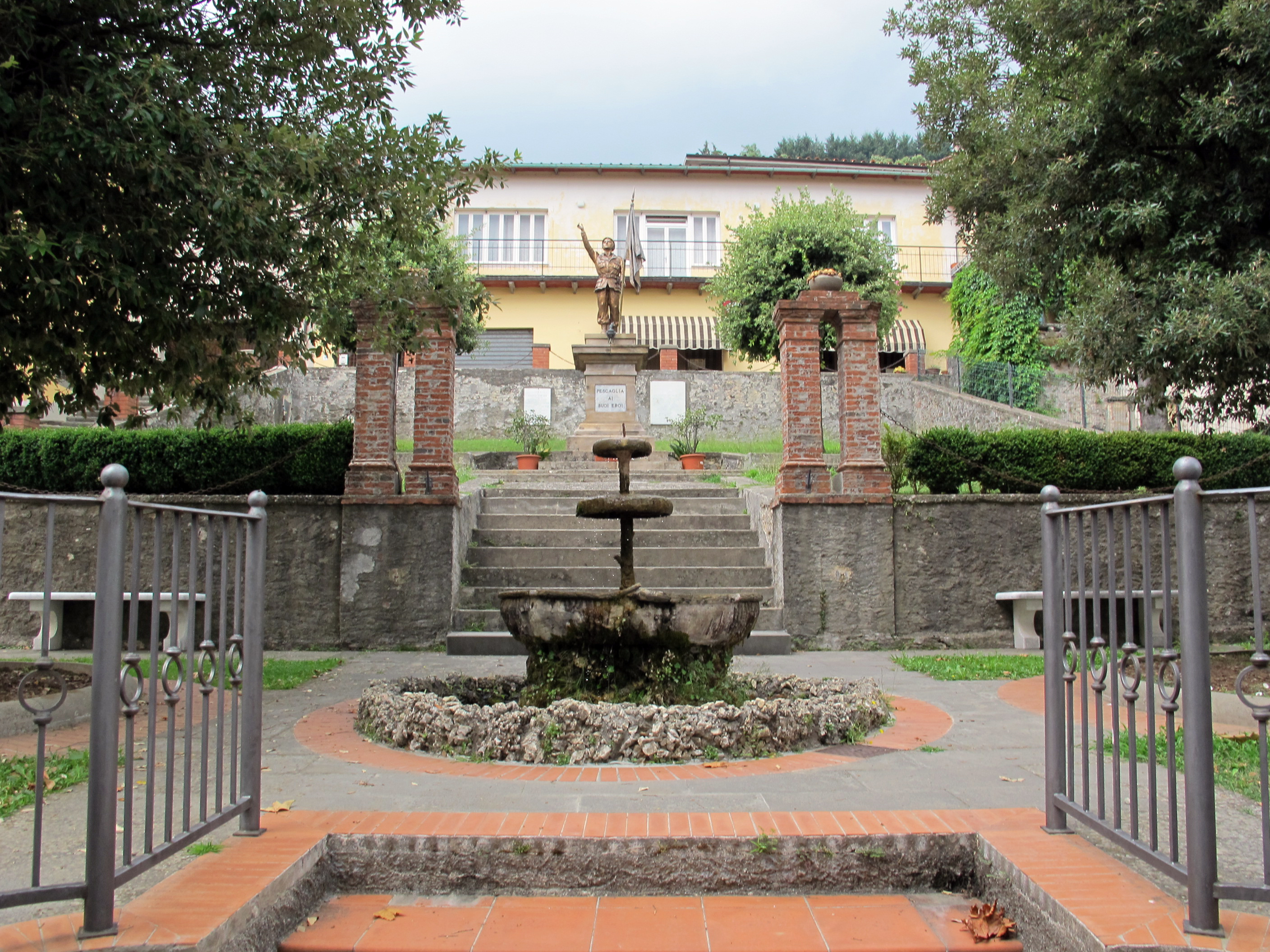
Monumento ai caduti

- Museo del Castagno di Colognora di Pescaglia
- Celle dei Puccini

## Società

### Evoluzione demografica
Abitanti censiti

### Etnie e minoranze straniere
Secondo i dati ISTAT al 31 dicembre 2009 la popolazione straniera residente era di 210 persone (87 maschi e 123 femmine).
Le nazionalità maggiormente rappresentate in base alla loro percentuale sulla popolazione totale residente erano:
- Marocco 1,78%
- Romania 1,12%
- Regno Unito 1,01%

## Geografia antropica

### Frazioni
- In val Freddana:
  - San Martino in Freddana, Torcigliano, Fiano di Pescaglia, Loppeglia e Monsagrati.
- In val di Pedogna e val di Roggio:
  - Vetriano, Colognora di Pescaglia, Villa a Roggio, Ansana, Gello, Celle dei Puccini, Fondagno, Piegaio, Trebbio, Convalle e il capoluogo.
- In val di Turrite Cava:
  - Focchia, San Rocco in Turrite e Pascoso.

## Infrastrutture e trasporti
Pescaglia è attraversata da due strade di carattere provinciale. A sud, dalla SP1 Via Francigena, che collega Lucca con la Versilia e a nord dalla SP 32 Diecimo-Pescaglia-Pascoso, sulla quale sono svolte autocorse in servizio pubblico a cura di Autolinee Toscane (AT)
Comune con Diecimo, è inoltre presente una fermata ferroviaria, servita dalle corse effettuate da Trenitalia che percorrono la ferrovia Lucca-Aulla nell'ambito del contratto di servizio con la Regione Toscana. Nelle adiacenze della stessa è attivo il raccordo ferroviario con lo stabilimento Lucart, attivo nel settore cartiero.

## Amministrazione
Di seguito è presentata una tabella relativa alle amministrazioni che si sono succedute in questo comune.
| Periodo          | Periodo          | Primo cittadino         | Partito                                         | Carica  | Note   |
| ---------------- | ---------------- | ----------------------- | ----------------------------------------------- | ------- | ------ |
| 17 giugno 1985   | 26 maggio 1990   | Luigi Giovanni Carmazzi | Democrazia Cristiana                            | Sindaco | [ 10 ] |
| 19 giugno 1990   | 19 novembre 1990 | Luigi Giovanni Carmazzi | Democrazia Cristiana                            | Sindaco | [ 10 ] |
| 22 dicembre 1990 | 24 aprile 1995   | Lando Baldassari        | Democrazia Cristiana                            | Sindaco | [ 10 ] |
| 24 aprile 1995   | 14 giugno 1999   | Lando Baldassari        | centro-destra                                   | Sindaco | [ 10 ] |
| 14 giugno 1999   | 14 giugno 2004   | Lando Baldassari        | centro-destra                                   | Sindaco | [ 10 ] |
| 14 giugno 2004   | 8 giugno 2009    | Fabiano Giannecchini    | centro-destra                                   | Sindaco | [ 10 ] |
| 8 giugno 2009    | 26 maggio 2014   | Lando Baldassari        | lista civica Passione idee valori per Pescaglia | Sindaco | [ 10 ] |
| 26 maggio 2014   | 27 maggio 2019   | Andrea Bonfanti         | lista civica Pescaglia cambia verso             | Sindaco | [ 10 ] |
| 27 maggio 2019   | in carica        | Andrea Bonfanti         | lista civica Progetto Pescaglia                 | Sindaco | [ 10 ] |

## Sport
La principale squadra di calcio della città è stata l'A.S.D. Pescaglia 2008 che militava nel girone C toscano di 2ª Categoria.